# 사가와 노부히사
사가와 노부히사(일본어: 佐川宣寿)는 일본의 재무관료이다.
후쿠시마현 출신으로 1982년 도쿄 대학 경제 학부를 졸업했다. 전공은 농업 경제. 2017년 7월 국세청장관.